# Csákány
Csákány é um município da Hungria, situado no condado de Somogy. Tem 16,09 km² de área e sua população em 2019 foi estimada em 229 habitantes.